# Колдер, Джеймс Александр
Достопочтенный Джеймс Алекса́ндр Ко́лдер, PC (англ. James Alexander Calder; 17 сентября 1868 года, графство Оксфорд, Онтарио — 20 июля 1956 года) — канадский политик.

## Биография
Джеймс Александр Колдер родился 17 сентября 1868 года в графстве Оксфорд, провинция Онтарио. В 1888 году он окончил Манитобский университет, получив степень бакалавра искусств. После этого некоторое время работал учителем, а затем директором школы. Был избран в Законодательное собрание Саскачевана на провинциальных выборах 1905 года (первых после образования провинции Саскачеван) от избирательного округа Южная Реджайна, представлял Саскачеванскую либеральную партию. На следующих выборах 1908 года потерпел поражение в своём округе от Альберта Юджина Уитмора, кандидата от Партии прав провинций. Но в том же 1908 году ему удалось выиграть довыборы в округе Солткоутс, в 1912 году и в 1917 году, во время очередных выборов, он вновь побеждал в этом округе.
С 1905 по 1912 годы Колдер занимал посты министра образования, провинциального казначея и министра путей сообщения в правительстве Саскачевана. С 1916 по 1917 годы Колдер был председателем Исполнительного совета, министром железных дорог и министром автомобильных дорог Саскачевана.
На федеральных выборах 1917 года Колдер был избран в Палату общин Канады от избирательного округа Мус-Джо в качестве кандидата от Юнионистской партии. В правительстве Роберта Бордена, сформированном после выборов, занял новоучреждённый пост министра иммиграции и колонизации, также некоторое время исполнял обязанности министра сельского хозяйства и министра милиции и обороны. В правительстве Артура Мейена, преемника Бордена, сохранил портфель министр иммиграции и колонизации, одновременно был назначен председателем Тайного совета Короля для Канады.
В 1921 году был назначен в Сенат Канады генерал-губернатором Виктором Кавендишем по совету премьер-министра Артура Мейена, представлял сенатский округ Мус-Джо. В Сенате представлял Консервативную, а с 1942 года — Прогрессивно-консервативную партию. Был сенатором до смерти 20 июля 1956 года.

## История выборов
| Партия | Партия                            | Кандидат                | Число голосов | %        | ± |
| ------ | --------------------------------- | ----------------------- | ------------- | -------- | - |
|        | Саскачеванская либеральная партия | Джеймс Александр Колдер | 872           | 52,15 %  | — |
|        | Партия прав провинций             | Джеймс Бенджамин Хоукс  | 800           | 47,85 %  | — |
| Всего  | Всего                             | Всего                   | 1672          | 100,00 % |   |

| Партия | Партия                            | Кандидат                | Число голосов | %        | ±     |
| ------ | --------------------------------- | ----------------------- | ------------- | -------- | ----- |
|        | Партия прав провинций             | Альберт Юджин Уитмор    | 1097          | 51,55 %  | 3,70  |
|        | Саскачеванская либеральная партия | Джеймс Александр Колдер | 1031          | 48,45 %  | −3,70 |
| Всего  | Всего                             | Всего                   | 2128          | 100,00 % |       |

| Партия | Партия                            | Кандидат                | Число голосов | %        | ±     |
| ------ | --------------------------------- | ----------------------- | ------------- | -------- | ----- |
|        | Саскачеванская либеральная партия | Джеймс Александр Колдер | 1101          | 81,25 %  | 16,31 |
|        | Независимый                       | Хью Александр Грин      | 254           | 18,75 %  | —     |
| Всего  | Всего                             | Всего                   | 1355          | 100,00 % |       |

| Партия | Партия                            | Кандидат                | Число голосов | %        | ±     |
| ------ | --------------------------------- | ----------------------- | ------------- | -------- | ----- |
|        | Саскачеванская либеральная партия | Джеймс Александр Колдер | 1357          | 74,07 %  | −7,18 |
|        | Консервативная партия Саскачевана | Джеймс Никсон           | 475           | 25,93 %  | —     |
| Всего  | Всего                             | Всего                   | 1832          | 100,00 % |       |

| Партия | Партия                            | Кандидат                | Число голосов | %        | ±     |
| ------ | --------------------------------- | ----------------------- | ------------- | -------- | ----- |
|        | Саскачеванская либеральная партия | Джеймс Александр Колдер | 2699          | 71,14 %  | −2,93 |
|        | Консервативная партия Саскачевана | Генри Леппингтон        | 1095          | 28,86 %  | 2,93  |
| Всего  | Всего                             | Всего                   | 3794          | 100,00 % |       |

| Партия | Партия                   | Кандидат                | Число голосов |
| ------ | ------------------------ | ----------------------- | ------------- |
|        | Юнионистская партия      | Джеймс Александр Колдер | 8866          |
|        | Оппозиционер — лейборист | Джеймс Сомервилл        | 2946          |

## Вклад в филателию
Джеймс Колдер был известным филателистом. В 1947 году он был включён в «Список выдающихся филателистов» (одним из первых канадцев, удостоенных подобной чести).

## Память
В 1911 году в честь политика было названо село Колдер в Саскачеване.